# Primera Fracción de Crespo
Primera Fracción de Crespo es una localidad del estado mexicano de Guanajuato. Es parte del municipio de Celaya.

## Demografía
| Gráfica de evolución demográfica |
|                                  |

| Censo | Población |
| ----- | --------- |
| 1990  | 1 972     |
| 2000  | 2 353     |
| 2010  | 3 062     |
| 2020  | 4 045     |